# 王繼祀
王继祀（？—？），字懋承，號震川，浙江湖州府归安县人，明朝政治人物。

## 生平
性纯孝，十岁善属文，万历二十八年（1600年）庚子科應天鄉試舉人，二十九年（1601年）聯捷辛丑科進士，初任古田县知县，清田亩，苏驿站，拒开矿，建二十四堤以备蓄泄。邑有虎患，虔祷于神，次日两虎俱毙，人称神君。擢工部屯田司，值福藩之国，独建由潞达河之议，省金钱无算。管理宝泉局，时钱法坏，正课缺，继祀清厘之，得赢钱数百万，悉以补旧绌，而前事者获免。其所提辖舟车、桥梁、织造及河道税榷诸事，皆与巨璫大贾相关，继祀力裁无名之供，非分之求，无敢干以私者，禁中皆称王郎中不要钱，真铁汉！神宗闻而嘉叹。出守鳳陽府，谨护陵寝，调剂勋卫，值东省洊饥，流移其众，为捐俸赈粥，全活无算。藩璫之行盐勘田者，辄拒之，不为民扰。代署颍臬，造临淮，淮宁桥创，泗州唐公槎濬颍川西湖，筑霍丘堤闸，甃九门孔道，所至皆有惠政，立祠祀焉。擢河南兵备副使，致政归，里居十载，敦亲旧，周穷乏，廉橐几尽，然未尝削私牍，涉公府也，卒年七十一，祀乡贤。

## 家族
曾祖王温。祖王伸。父王縉。